# João da Mata Correia Lima
João da Mata Correia Lima (1830 — 1877) foi um político brasileiro.
Foi presidente da província da Paraíba, de 9 de janeiro a 9 de março de 1877.